# Langues de Nouvelle-Irlande du Sud et des Salomon du Nord-Ouest
 (novembre 2023).
Si vous disposez d'ouvrages ou d'articles de référence ou si vous connaissez des sites web de qualité traitant du thème abordé ici, merci de compléter l'article en donnant les références utiles à sa vérifiabilité et en les liant à la section « Notes et références ».
Les langues de Nouvelle-Irlande du Sud et des Salomon du Nord-Ouest (en anglais South New Ireland-Northwest Solomonic) sont un sous-groupe de langues méso-mélanésiennes qui comprend 51 langues différentes d'après Ethnologue.com.
En 2008, une analyse de l’Austronesian Basic Vocabulary Database (en) a redimensionné ce groupe en retirant les langues des Salomon du Nord-Ouest et les langues de Nehan-Bougainville de la famille traditionnelle des langues de Nouvelle-Irlande. Elle semble avoir scindé ce groupe en deux parties : les langues de Nouvelle-Irlande proprement dites et les autres, dont les Salomon du Nord-Ouest.